# معصوم كندي
معصوم كندي (بالفارسية: معصومکندی) هي قرية تقع في أذربيجان الغربية في إيران. يقدر عدد سكانها بـ 25 نسمة بحسب إحصاء 2016.